# Maison natale de Tchekhov

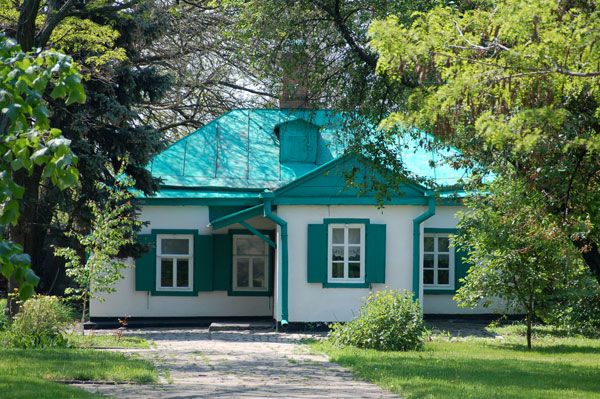
Vue du musée

La maison natale de Tchekhov se trouve à Taganrog en Russie. C'est aujourd'hui un musée. La maison a été construite en bois et en briques, en torchis et en plâtre en 1859 rue Koupetcheskaïa (rue Marchande, renommée en rue Alexandrovskaïa, puis rue Tchekhov en 1904, peu après sa mort). Elle appartint d'abord au marchand Gnoutov, qui la loua au père de Tchekhov de décembre 1859 à mars 1861. Il y avait à l'époque en plus sur le terrain une remise pour la charrette et trois petits cabanons servant de dépendances, dont l'un de cuisine. La maison était composée de trois pièces: la chambre des parents, la chambre des enfants et le salon-salle à manger-cabinet de travail. Elle appartint de 1880 à 1915 au petit bourgeois Kovalenko. Le père du futur écrivain et dramaturge, Pavel Iegorovitch - marchand de la troisième guilde - et son épouse Evguenia Yakovlevna s'y installent avec leurs deux petits garçons (Alexander, quatre ans, et Nikolaï, deux ans). La naissance d'Anton y a lieu le 17 janvier 1860. La maison ne se trouve pas loin de la place Petrovskaïa, où le père de Tchekhov tient une petite épicerie. En mars 1861, la famille déménage dans un appartement en ville. 
Une plaque mémorielle a été inaugurée sur la façade en 1910, grâce au Cercle tchékhovien de Taganrog formé en 1905 par l'écrivain local et directeur du collège commercial, Evgueni Garchine (1860-1931).
En 1916, le conseil municipal de Taganrog soutient l'initiative de Garchine et achète à la veuve de Kovalenko la maison natale de l'écrivain avec le petit terrain attenant, afin de la préserver. Les derniers locataires quittent la maison en décembre 1920, qui est restaurée aussitôt après. Une première exposition à propos de la jeunesse de l'écrivain s'y tient en 1924. Des cerisiers sont plantés en 1926 dans le jardin aux frais de la municipalité. En 1935, Maria Tchekhova et Olga Knipper viennent à Taganrog afin de participer aux célébrations officielles du soixante-quinzième anniversaire de la naissance d'Anton Tchekhov. La sœur de l'écrivain offre  au musée plusieurs objets et documents de famille provenant de la Datcha Blanche de Yalta.  
Dans le cadre des célébrations du cent-cinquantième anniversaire de l'écrivain, le président de la Fédération de Russie, Dmitri Medvedev, se rend en visite à Taganrog, où il  honore de sa présence le musée le 29 janvier 2010.

## Adresse
- Musée Tchekhov, 69 rue Tchekhov, Taganrog

## Illustrations

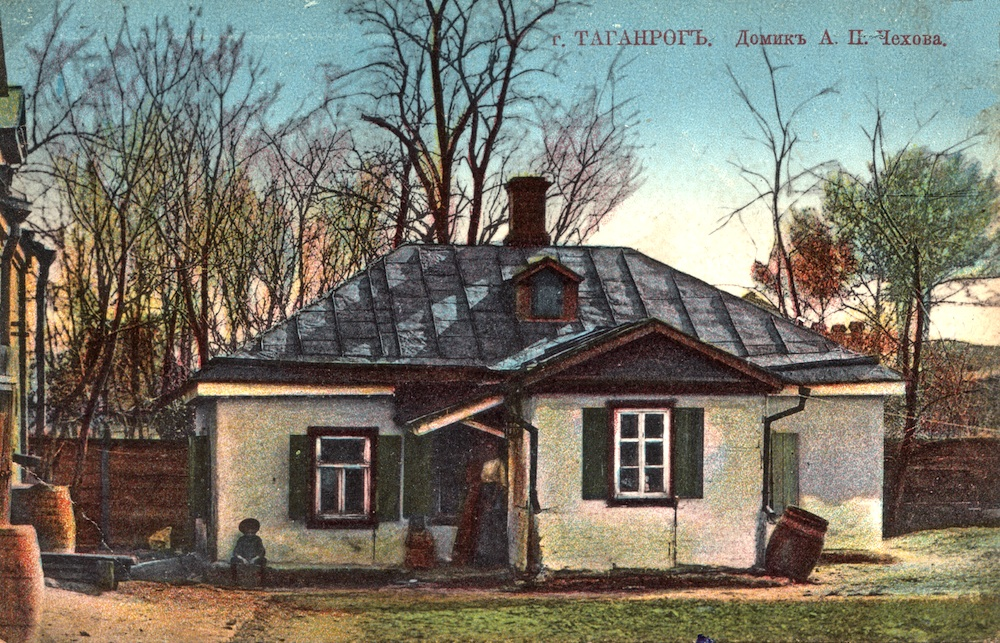
Carte postale ancienne (1910) de la maison natale de l'écrivain
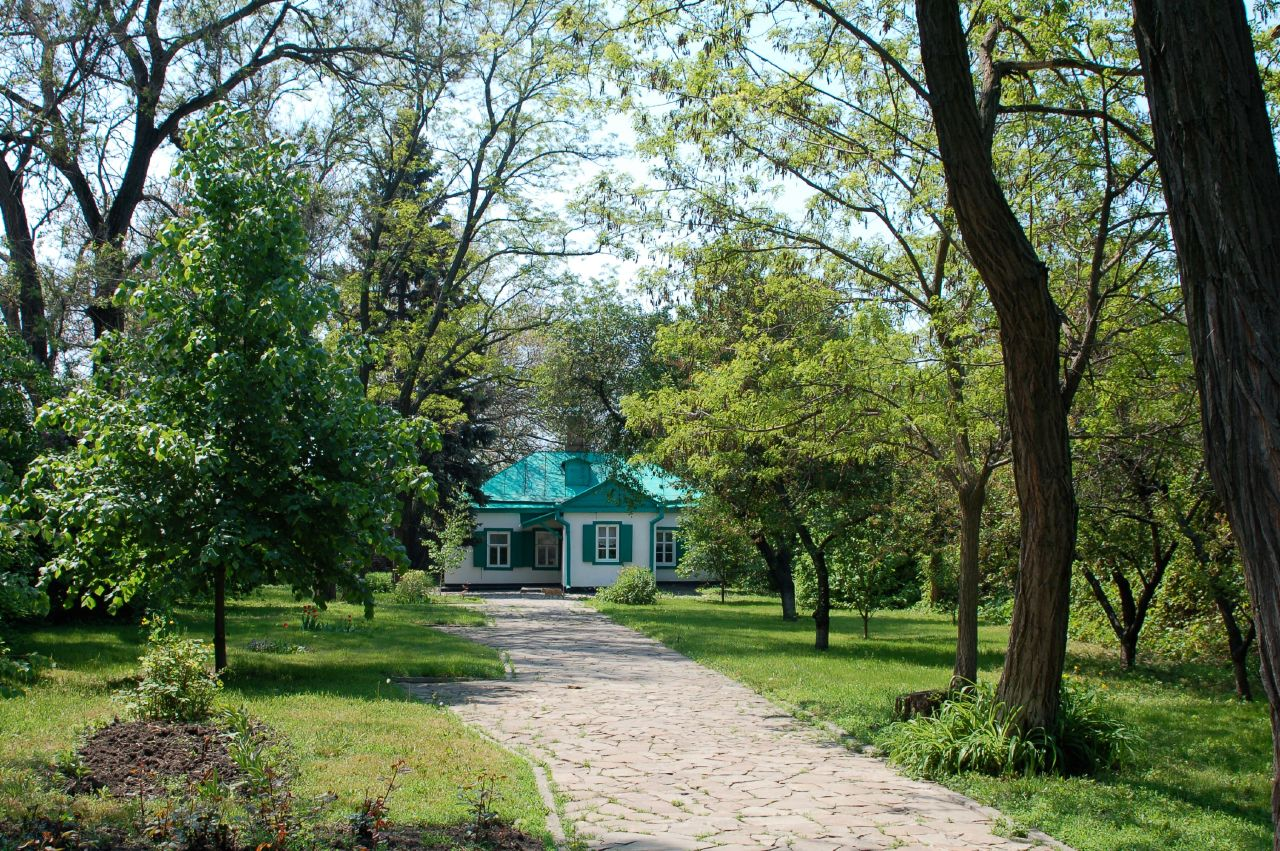
Vue du musée de la maison natale d'Anton Tchekhov en mai 2006.
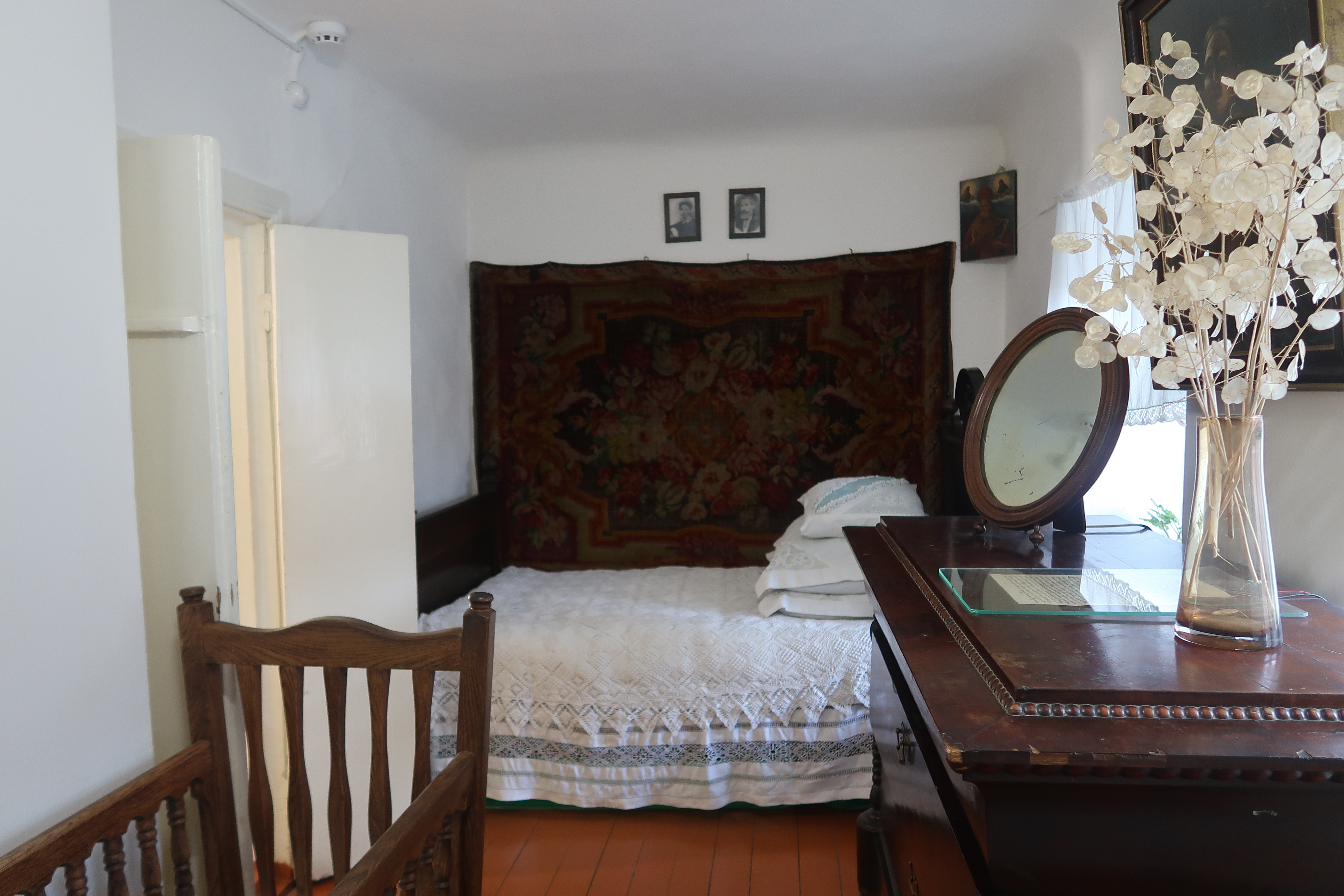
Chambre des parents.
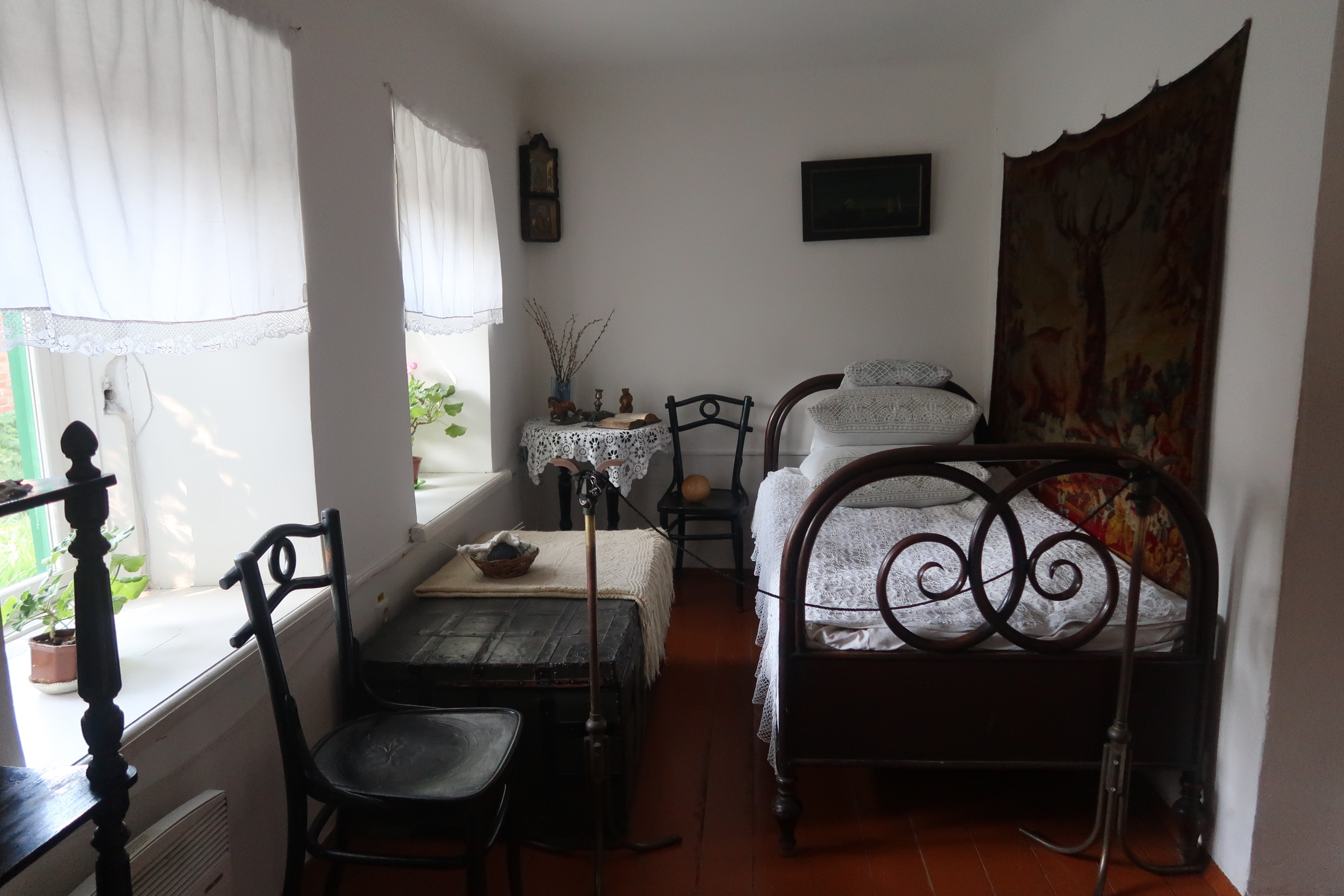
Chambre des enfants.
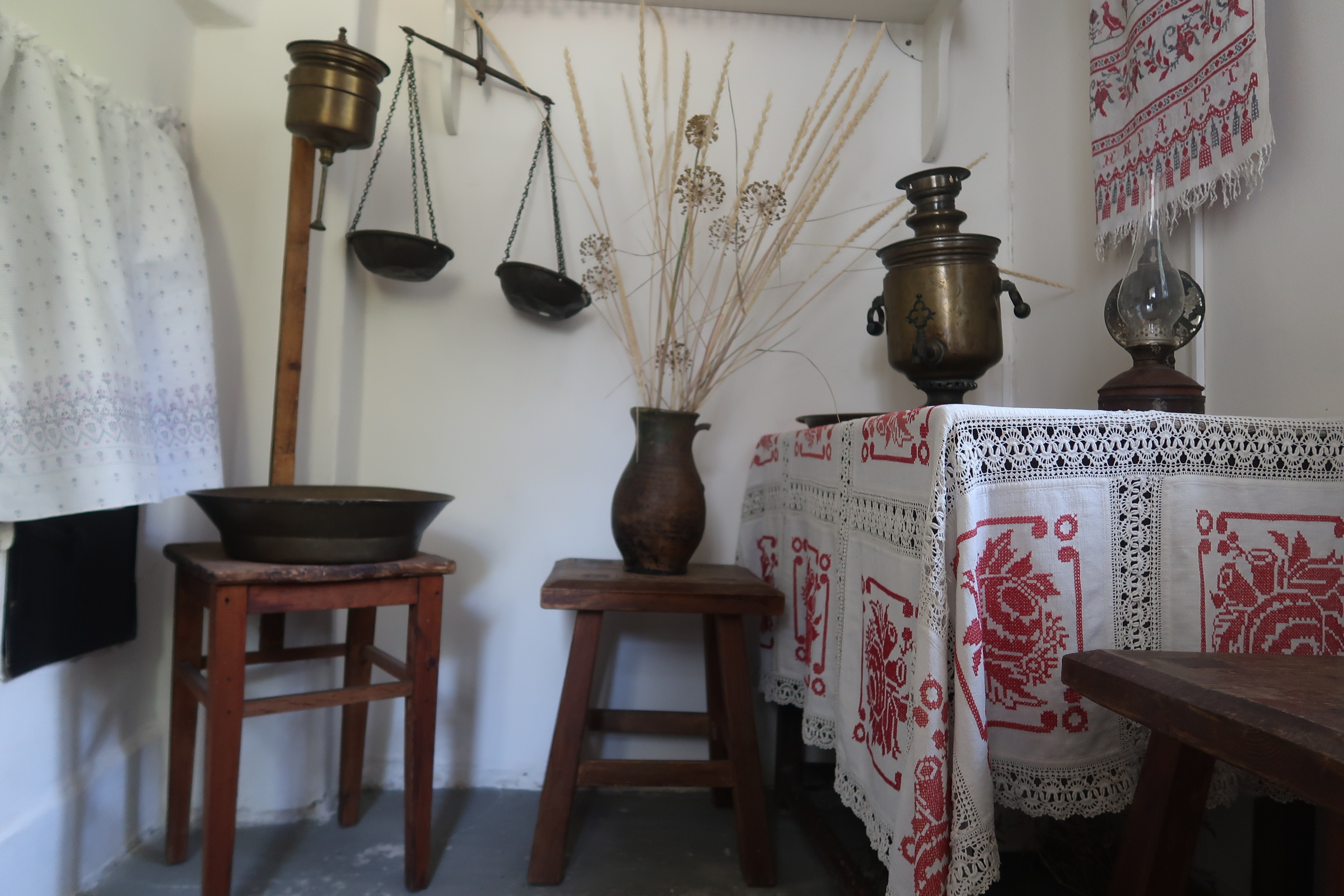
Cuisine.